# Воля-Галензовська-Кольонія
Воля-Галензовська-Кольонія (пол. Wola Gałęzowska-Kolonia) — село в Польщі, у гміні Бихава Люблінського повіту Люблінського воєводства.
Населення — 71 особа (2011).

## Демографія
Демографічна структура станом на 31 березня 2011 року:
|          | Загалом | Допрацездатний вік | Працездатний вік | Постпрацездатний вік |
| -------- | ------- | ------------------ | ---------------- | -------------------- |
| Чоловіки | 39      | 6                  | 29               | 4                    |
| Жінки    | 32      | 5                  | 17               | 10                   |
| Разом    | 71      | 11                 | 46               | 14                   |